# Külalaid
Külalaid är en ö i Östersjön utanför Dagö i västra Estland. Den ligger i Hiiu kommun i Hiiumaa (Dagö), 140 km väster om huvudstaden Tallinn.
Öns högsta punkt är 2 meter över havet och arean är 16 hektar. Den sträcker sig 0,8 kilometer i nord-sydlig riktning, och 0,7 kilometer i öst-västlig riktning.
Ön ligger utanför Dagös nordvästra kust, 4 km väst om samhället Hohenholm. Den ligger 1,5 nordväst om udden Paope poolsaar och tillsammans med denna separerar Külalaid viken Paope laht i öst från Luidja laht i sydväst. 